# 1. Untersuchungsausschuss der 11. Wahlperiode des Deutschen Bundestages
Der 1. Untersuchungsausschuss der 11. Wahlperiode des Deutschen Bundestages (umgangssprachlich U-Boot-Pläne-Untersuchungsausschuss) untersuchte von 1986 bis 1990 die illegale Lieferung von U-Boot-Plänen durch die Howaldtswerke-Deutsche Werft (HDW) an Südafrika. Er setzte die Arbeit des 4. Untersuchungsausschusses der 10. Wahlperiode des Deutschen Bundestages fort.

## U-Boot-Affäre 1986
Die U-Boot-Affäre löste ein Artikel in den Kieler Nachrichten vom 26. November 1986 aus. Darin berichtete der Journalist Peter Höver, das Ingenieurkontor Lübeck (IKL) und die HDW hätten ohne Genehmigung der Behörden für 46 Millionen Deutsche Mark Blaupausen und womöglich auch U-Boot-Komponenten an Südafrika ausgeliefert. Südafrika unterlag während der Apartheid seit 1963 einem Waffenembargo durch die UN. Angebliche Befassung und Geheimhaltung durch die damalige Bundesregierung unter Helmut Kohl führten am 10. Dezember 1986 zur Einrichtung des U-Boot-Pläne-Untersuchungsausschusses durch den 10. Deutschen Bundestag, der im 11. Deutschen Bundestag fortgeführt wurde. Fraglich war, ob der Bundeskanzler und Mitarbeiter staatlicher Stellen mit der beabsichtigten Lieferung von U-Boot-Plänen befasst gewesen seien, wie die ungenehmigten Lieferungen zustande gekommen seien und was die Bundesregierung unternommen oder unterlassen habe, um die Lieferung zu verhindern.

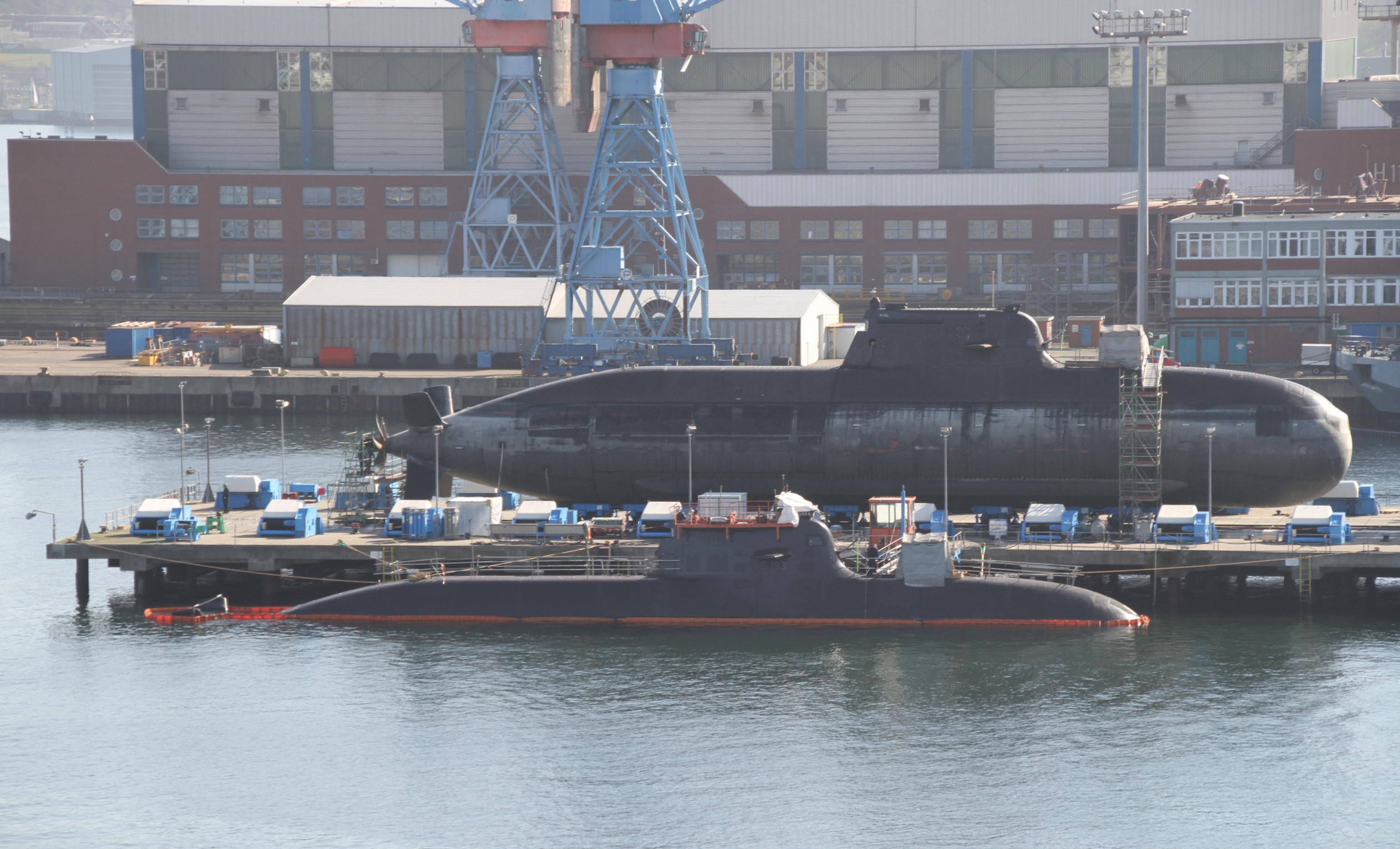
U-Boot-Bau in der Howaldtswerke-Deutsche Werft

## Kontroverse Beschlussempfehlung
Die am Ende getroffene Beschlussempfehlung war uneinheitlich, Oppositions- und Regierungsparteien wichen in allen wichtigen Punkten in ihren Ergebnissen und Bewertungen erheblich voneinander ab. Die zentralen Sachverhalte der U-Boot-Affäre blieben somit ungeklärt. Gesichert ist, dass IKL und HDW eine Lieferung der Blaupausen und U-Boot-Komponenten unter Umgehung der Genehmigung durch das Bundesamt für Wirtschaft und Ausfuhrkontrolle an Südafrika planten und teilweise durchführten, wobei der Transport von Kiel nach Südafrika von Kurieren mittels Diplomatenpost abgewickelt wurde. Ein vom 28. Oktober 1983 datierender Brief des Vorstandsvorsitzenden Ernst Pieper der Salzgitter AG, die zu 75 % an der HDW beteiligt war, an den damaligen Bundesfinanzminister Gerhard Stoltenberg zeigte die frühzeitige Informierung der Bundesregierung über das geplante Geschäft an.

## Spekulationen zum Fall Barschel
In der Folge wurden in den Medien immer wieder Vermutungen laut, der damalige Ministerpräsident von Schleswig-Holstein, Uwe Barschel, könnte in diesen Handel verwickelt gewesen sein, was unter anderem in Fernsehdokumentationen und einem Buch thematisiert sowie als mögliches Mordmotiv genannt wurde. Laut Joachim Frisch ist die U-Boot-Affäre ein besonders drastisches Beispiel für die Unterstützung der Profitinteressen der Wirtschaft durch den Staat, wobei die Nichtunterrichtung der Kontrollorgane sowie eine verheimlichte staatliche Kooperation unterstellt wurden. So unterrichtete der Staatssekretär im Schleswig-Holsteinischen Finanzministerium, Carl Hermann Schleifer, die betroffenen Unternehmen über die geheimen Sitzungen des U-Boot-Pläne-Untersuchungsausschusses, während der damalige Staatssekretär im Bundesfinanzministerium, Friedrich Voss, noch an dem Geschäft beteiligt war, als bereits seit einem Jahr gegen die HDW seitens der Oberfinanzdirektion Kiel ermittelt worden war.